# 加治友理
加治 友理（かじ ゆり、1985年5月16日 - ）は、日本のヴィオラ奏者。サウンド東京所属。かつてはライジングプロダクションに所属していた。

## 人物
6歳からバイオリンを始めたが、15歳でヴィオラに転向。東京音楽大学大学院院科目等履修生卒業。

## 参加作品

### ヴィオラ
- 東京事変
  - Bon Voyage（2012年発売）
- 椎名林檎
  - 日出処（2014年発売）
  - 逆輸入 ～航空局～（2017年発売）
- KAN
  - 6×9=53（2016年発売）

## その他のメディア出演

### テレビドラマ
- フジテレビ『結婚相手は抽選で』 - 奈々の母（2018年）[2][3]
  - 回想シーンで登場。今は亡き、バイオリンを弾くヒロインの母親を演じた。

### イベント
- 東京オートサロン2019「スクーデリア46」ブースで演奏パフォーマンスを披露（2019年1月11日 - 13日、幕張メッセ）[4][1]